# Suzuki Takafumi
Suzuki Takafumi (鈴木 崇文, sinh ngày 17 tháng 11 năm 1987) là một cầu thủ bóng đá người Nhật Bản thi đấu cho Thespakusatsu Gunma.

## Thống kê câu lạc bộ
Cập nhật đến ngày 23 tháng 2 năm 2018.
| Thành tích câu lạc bộ | Thành tích câu lạc bộ | Thành tích câu lạc bộ | Giải vô địch | Giải vô địch | Cúp                   | Cúp                   | Tổng cộng | Tổng cộng |
| Mùa giải              | Câu lạc bộ            | Giải vô địch          | Số trận      | Bàn thắng    | Số trận               | Bàn thắng             | Số trận   | Bàn thắng |
| Nhật Bản              | Nhật Bản              | Nhật Bản              | Giải vô địch | Giải vô địch | Cúp Hoàng đế Nhật Bản | Cúp Hoàng đế Nhật Bản | Tổng cộng | Tổng cộng |
| --------------------- | --------------------- | --------------------- | ------------ | ------------ | --------------------- | --------------------- | --------- | --------- |
| 2010                  | Machida Zelvia        | JFL                   | 16           | 2            | 2                     | 0                     | 18        | 2         |
| 2011                  | Machida Zelvia        | JFL                   | 33           | 10           | 2                     | 1                     | 35        | 11        |
| 2012                  | Machida Zelvia        | J2 League             | 38           | 7            | 3                     | 1                     | 41        | 8         |
| 2013                  | Fagiano Okayama       | J2 League             | 4            | 0            | 0                     | 0                     | 4         | 0         |
| 2014                  | Machida Zelvia        | J3 League             | 27           | 9            | –                     | –                     | 27        | 9         |
| 2015                  | Machida Zelvia        | J3 League             | 36           | 10           | 1                     | 0                     | 37        | 10        |
| 2016                  | Machida Zelvia        | J2 League             | 24           | 2            | –                     | –                     | 0         | 0         |
| 2017                  | Thespakusatsu Gunma   | J2 League             | 26           | 1            | 2                     | 0                     | 28        | 1         |
| Tổng                  | Tổng                  | Tổng                  | 204          | 41           | 10                    | 2                     | 214       | 43        |